# Reginold (Eichstätt)
Reginold († 4. April 991 in Eichstätt) war Bischof von Eichstätt von 966 bis 991.
Reginold stammte aus einem edelfreien Geschlecht. Er wurde wahrscheinlich von Kaiser Otto dem Großen zum Bischof ernannt und ist auf mehreren Synoden im Reich nachweisbar, darunter auch auf der Reichssynode in Ravenna, bei der Magdeburg zum Erzbistum erhoben wurde. Er erweiterte den Eichstätter Dom durch Anbauten. In den Memorialbau für den ersten Eichstätter Bischof und Heiligen Willibald ließ er dessen Gebeine umbetten. Er verfasste mehrere Officia zu Ehren von Willibald, Wunibald, Blasius und Nikolaus. Der hundert Jahre später dokumentierende Anonymus von Herrieden unterstrich bereits die Gewandtheit des Bischofs in den alten Sprachen. Reginold gelang es dabei als Stilmittel innerhalb seiner Texte elegant von Sprache zu Sprache überzuwechseln.